# توربين سينجر

توربين سينجر:
A: مدخل المياه، B: أنبوب رأسي متصل بالجزء الدوار
c: عمود دوران متصل به فوهات (مسقط جانبي).
D: عمود دوران متصل به فوهات (مسقط رأسي).
E: حفرة في الأرض، F: سير (حزام) ينقل الحركة من طارة متصلة بعمود دوران التوربين إلى طارة متصلة بمولد كهربي.
G: مولد كهربي.

توربين سينجر أو عجلة سينجر هي نوع من توربينات المياه (التوربينات الهيدروليكية)، اخترعت بواسطة جوهان أندرياس سينجر في القرن الثامن عشر.
يتم وضع الجهاز في حفرة مناسبة في الأرض (أو على منحدر تلة). يدخل الماء من أعلى اسطوانة رأسية، في أسفلها يدور عضو دوار متصل به أنابيب ملتوية بها فوهات.
بسبب الضغط الهيدروليكي -ناتج نتيجة سقوط المياه من ارتفاع- تدخل المياه إلى الفوهات بضغط مرتفع لتحوله إلى طاقة حركة، فتطرد المياه من الفوهات بسرعة عالية مسببة دروان العضو الدوار نتيجة توليد عزم ازدواج عليه.
يتم نقل عزم دوران العضو الدوار إلى مولد كهربي بواسطة نظام مكون منطارات و حزام.
تُسمى توربينات سينجر أيضا بتوربينات رد الفعل، واخترعت في منتصف الخمسينيات من القرن التاسع عشر، لتعمل على منحدرات قناة موريس في نيوجيرسي.
ويستخدم اليوم مبدأ عمل توربين سينجر في رشاشات الري.
اعتبر الكسندر بوغدانوف تربينات سينجر مثال لاختراع مهم مهد الطريق لتطوير المحركات البخارية.